# Puerta de Saint Denis
La puerta de Saint Denis (en francés: Porte Saint-Denis) es un monumento parisino situado en el X Distrito en el trazado del antiguo vallado de la ciudad, construido por Carlos V y destruido por Luis XIV. Fue el punto de entrada a París de los reyes coronados en la Catedral de Reims.

## Historia
Fue construida en 1672 por el arquitecto François Blondel y el escultor Michel Anguier por orden de Luis XIV para celebrar sus proezas en el campo de batalla, conmemorando así sus victorias en el Rin y en el Franco Condado. Está ubicada sobre un bastión construido en el siglo anterior y que sería destruido posteriormente. 
En 1988 se inició una restauración que duró cerca de diez años.

## Descripción
La Puerta de Saint Denis es un arco de triunfo inspirado en el arco de Tito en Roma. Mide casi 25 metros de altura y 5 metros de anchura. Posee un único arco y dos pequeñas puertas (de 3,30 metros de altura por 1,70 de anchura) abiertas en los dos pedestales. Por encima de ambos pedestales se elevan dos obeliscos cargados de trofeos. A sus pies, se encuentran dos figuras sentadas, esculpidas siguiendo unos esbozos de Lebrun que representan las Provincias Unidas. 
Por encima del arco entre la arquivolta y el entablamento se observan unos bajos relieves que muestran el paso del Rhin, y representaciones alegóricas de la Holanda vencida bajo los rasgos de una mujer abatida. En el lado norte aparece el asedio de la ciudad de Maastricht. 
En el friso del entablamento se puede leer en letras doradas : « Ludovico magno » en alusión a Luis El Grande. 